# たつや優
たつや 優（たつや ゆう、1998年6月16日 - ）は、日本のタレント、俳優。フリーランス。埼玉県出身。

## 来歴
- 2013年アイドル練習生となる。

- 2014年グラビア写真界の巨匠野村誠一にスカウトされ、同年11月芸能事務所野村誠一ウイングスジャパン所属となる。

12月1日ニコニコ生放送公式番組アイドル生放送局、レギュラーメンバーとなりデビュー。
- 2019年7月、コントイベント蜂巣祭から結成されたユニット「ブンブンガールズ」メンバーとなる。またユニットの名付け親でもある。

- 2019年8月脱毛アイドルActLes3のメンバーとなるが、デビューライブで解散となる。

- 2020年6月ミスiD2021にエントリー。7月にはカメラテスト進出、10月セミファイナリスト進出、11月ファイナリスト進出する。
- 2021年4月ミスiD2021卒業式にて「ブロードウェイ賞」を受賞する。
- 2021年12月16日Youtubeチャンネル「たつや優ちゅーぶ」を開設。

## 人物
- 特技はゴリラとカバの物真似。生まれ変わったらカバになりたいと公言する程カバが好き。
- 一人称はたつや。
- 好きな食べ物はあん肝、白子、ホルモン、スイカ。
- 物心ついた頃から自分がトランスジェンダーである事を知り、同時に芸能界へ憧れを持つ。
- 芸能界に入る為4ヶ月間で20kgのダイエットに成功した。
- アイドルグループAKB48の大ファンで、中学生の頃は毎週末、朝から晩まで握手会に参加していた。

## 出演

### CM
- 東進ハイスクール「全国統一模試」2014年冬

### 舞台
2015年
- LIPS＊S「Knight-アーサー王と円卓の騎士-」（2015年5月28日〜6月1日、中野ザ・ポケット）-ケイ役
- 劇団ドガドガプラス「浅草紅團・改」（2015年8月21日〜23日、26日〜31日、浅草東洋館）-竹成役

2016年
- 居酒屋夢の郷殺人事件「誰も知らないもう一つの顔…」（2016年3月12日〜13日、19日〜21日、夢の郷）-中岡優太郎役
- TYPES「マクベス」（2016年6月14日〜16日、座・高円寺2）-マクダフ息子役
- TYPES「ALICE〜夏の思い出〜」（2016年7月29日〜8月2日、スタジオアプローズ）-スズメのちゅん/トランプ兵士ダイヤ役
- 居酒屋夢の郷秋物語「いつかまた逢える」（2016年10月1日〜2日、8日〜10日、夢の郷）-中岡優太郎役
- FPアドバンス×TBC委員会「東京ボーイズコレクション〜愛の唄〜」（2016年11月5日〜13日、新宿村LIVE）-アキラ役
- 居酒屋夢の郷スピンオフ公演「きっといつかまた逢える」（2016年12月18日、夢の郷）-中岡優太郎役

2017年
- office54「47男子」（2017年1月12日〜15日、座・高円寺2）-静岡神役
- 劇団ドガドガプラス「シン・浅草ロミオとジュリエッタ」（2017年2月18日〜20日、23日〜27日、浅草東洋館）-鳴きの酉松役
- FPアドバンス「UKEMEN'S」（2017年4月4日〜9日、八幡山ワーサルシアター）-ヒロイン・玲菜役
- 117KOBEぼうさい委員会×劇団山本屋「午前5時47分の時計台」（2017年6月2日〜4日、IMAホール）-アンサンブル
- 劇団ドガドガプラス「金色夜叉〈ゴールデンデビルVSフランケンシュタイン〉」（2017年8月18〜20日、23〜27日、浅草東洋館）-日田鞠男役
- スタンディング岐路ーズ「じょぶ！ジョブ！JOB！」（2017年9月13日〜18日、ひつじ座）-ヒロイン・佐倉役
- 劇団空感演人「いや、ばれるで、こりゃ。」（2017年11月8日〜12日、スターフィールド劇場）-ビクトリア役
- 劇団番町ボーイズ☆「クローズZERO」（2017年11月30日〜12月3日、CBGKシブゲキ！）-キョウコ役

2018年
- 劇団ドガドガプラス「人形の家～NEO TOKIO DOLLS～」（2018年2月16～18日、21～25日、浅草東洋館）-船堀一夫役
- 劇団空感演人「SAKURA」（2018年4月4日～9日 、両国air studio）-飯倉豊役
- 大塚ドリームshow「PIE」（2018年6月15～17日 、大塚ドリームシアター）-さき役
- 劇団ドガドガプラス「浅草アリスinワンダーランド」（2018年8月18～20日、23～27日、浅草東洋館）-荒御簾役
- 蜂巣祭～2018夏の陣～「桃子」（2018年9月1～2日、木星劇場）-鳳ヘップバーン役
- ガラスのスニーカー「王子様と7人のシンデレラ」（2018年9月13～16日、ザムザ阿佐ヶ谷）-エルファ役
- ACTOR'STRASHASSH「帝都探偵奇譚ジゴマ」（2018年10月24～29日、シアターKASSAI）-小林鉄治郎役
- 蜂巣祭～2018秋の陣～「亀子」（2018年11月24～25日、大塚ドリームシアター）-フカヒレ役
- LIBERAL「家鴨の湯」（2018年12月26～30日、萬劇場）-ピンキー役

2019年
- 蜂巣祭〜2019冬の陣〜「ストローミリオネア」（2019年1月25〜27日、下北沢亭）-ブエナビスタ役
- 蜂巣祭〜2019春の陣〜「バンブーガール」（2019年4月27〜29日、下北沢亭）-ブエナビスタ役
- 蜂巣祭〜2019夏の陣〜「チューバッカ王国の花嫁道中」（2019年7月26日、下北沢亭）-日替わりゲスト・ブエナビスタ役
- SFIDA ENTARTAINMENT「ごめん、部屋散らかってるから今日は無理」（2019年9月25〜29日、中野MOMO）-SM穣役
- 蜂巣祭〜2019秋の陣〜「テッペン越えのサンドリヨン」（2019年10月20日、下北沢亭）-日替わりゲスト・ブエナビスタ役
- カラスカ「交差ミッション」（2019年10月23日〜11月3日、アトリエファンファーレ東池袋）-麻美潤子役

2020年
- 蜂巣祭〜2020年冬の陣〜「毒林檎姫」（2020年1月10〜12日、下北沢亭）-主演・リンゴ姫役
- danke「flort the box-The last supper-」（2020年2月19日〜23日、シアターKASSAI）-ヒロイン・陣内キフネ役
- 蜂巣祭〜2020春の陣〜「アリス・イン・アンダーグラウンド」（2020年5月8日〜10日、下北沢亭）※新型コロナウイルスの影響で中止
- 小川細川企画「隠密お麟に出来ぬことなし」（2020年6月18日〜22日、シアターKASSAI）※新型コロナウイルスの影響で中止
- SFIDA ENTARTAINMENT「夏の終わりのオンライン婚活」（2020年9月21日〜27日、オンラインの為、自宅から配信）-柚村なお役/色川藍子役/河口蓮役/司会役

2021年
- Enthena「御子柴兄弟」（2021年6月16日〜20日、萬劇場）-御子柴五喜役
- 蜂巣祭〜2021秋の陣〜「バンブーガール」再演（2021年11月12日〜14日、下北沢亭）-出演予定

### ウェブ番組
- ニコニコ生放送公式番組「アイドル生放送局・萌回」レギュラー（2014年12月〜2016年3月）
- 野村誠一プレゼンツ「N/S EYES」 レギュラー（2015年9月～12月）

### 雑誌
- グラフィティ「HR」（2015年5.6月号、2016年9.10月号）
- ウェブマガジン「高校ニュ！ニュ！ニュース」（2015年5月12日）

### CD
- ブンブンガールズ「smiling girl」（2019年7月26日発売）
- ActLes3「恋のV.I.O/シェービング乱舞」（2019年8月8日発売）

### イベント
- 秦万里子コンサート（2014年6月7日、読売大手町ホール）バックコーラス隊
- 東京スクールオブビジネス「体験入学イベント」（2015年3月28日）特別講師
- 10代限定LIVEイベント「真夏の大戦争vol.3」（2016年8月29日、渋谷CLUB CRAWL）メインMC
- マルチイベント「exxxcite!!!」（2016年11月26日、池袋蝶々）
- 「東京ボーイズコレクション」（2017年3月14日、赤坂BLITZ）
- 高校生限定LIVEイベント「春風大戦争」（2017年3月29日横浜編、横浜BAYJANGLE）（2017年3月31日渋谷編、渋谷CLUBCRAWL）メインMC
- 「気づいたらXmasイヴ感謝祭」（2017年12月24日、中野Mスタジオ）
- 「気づいたら新春SPイベント」（2018年1月14日、中野Mスタジオ）
- 主催イベント「たつや優 20th Birthday event～オネエに産まれて良かった～」（2018年6月24日）
- 「気づいたらW杯始まってました」（2018年7月14日）
- 「ういあんな」（2019年3月23日、WALLOP放送局押上）
- 「蜂巣祭上映イベント〜晩春の陣〜」（2019年5月10〜12日、下北沢亭）
- 「UCM live fes」（2019年8月8日、SELENEb2）脱毛アイドルActLes3としてライブ出演
- Disparate Death Game「WWW」（2019年8月25日、中野Mスタジオ）
- 舞台「帝都探偵奇譚ジゴマ」上映イベント（2019年8月31日、しもきたドーン）
- 池澤汐音生誕祭「ちおねピース祭」（2019年11月30日）ゲスト出演
- 「山本真夢生誕イベント」（2019年12月28日）ゲスト出演
- 「蜂巣祭上映イベント〜歳末の陣〜」（2019年12月29日〜30日、赤坂チャンスシアター）
- 「ちょこっとアリス」（2020年1月25日）
- 「ステイホームハロウィン」（2020年10月31日）
- 「オンライン蜂巣祭〜霜月の陣〜」（2020年11月1日）